# Mein Körper – Was ist das?
Mein Körper – Was ist das? ist eine 1994 im Verlag DeAgostini erschienene Begleitbuchserie zur Trickfilmreihe Es war einmal … das Leben.
Autor der Buchreihe ist Albert Barillé. Die Serie konnte mit und ohne die Videokassetten zur Serie Es war einmal … das Leben erworben werden.

## Inhalt
Zur Veranschaulichung, wie der menschliche Körper funktioniert, hat der Autor die Cartoon-Figuren Weiser Meister, Käpten Pierrot, Psi, Globus, Toxicus und Virulus geschaffen, die den Leser auf der Reise durch den menschlichen Körper begleiten.

## Bände
- Band 01: Die Muskeln
- Band 02: Die Haut
- Band 03: Das Skelett
- Band 04: Das Knochenmark
- Band 05: Die Zähne
- Band 06: Die Leber
- Band 07: Das Gehirn
- Band 08: Die Atmung
- Band 09: Lunge und Atemluft
- Band 10: Das Blut
- Band 11: Die Nieren
- Band 12: Das Herz
- Band 13: Die Verdauung I
- Band 14: Die Verdauung II
- Band 15: Der Ursprung des Lebens I
- Band 16: Der Ursprung des Lebens II
- Band 17: Die Geburt I
- Band 18: Die Geburt II
- Band 19: Das Ohr
- Band 20: Geruchs- und Geschmackssinn
- Band 21: Das Auge
- Band 22: Das Immunsystem
- Band 23: Das Lymphsystem
- Band 24: Unsere Umwelt
- Band 25: Impfungen
- Band 26: Die Hormone
- Band 27: Die Blutkörperchen
- Band 28: Die Nahrungskette
- Band 29: Leben und Träume
- Band 30: Berühmte Mediziner
- Band 31: Gesundheit – ein Recht für Alle
- Band 32: Das Kreislaufsystem
- Band 33: Ernährung und Gesundheit I
- Band 34: Ernährung und Gesundheit II
- Band 35: Unsere Persönlichkeit
- Band 36: Geistige Gesundheit
- Band 37: Heim und Gesundheit
- Band 38: Brüche und Verrenkungen
- Band 39: Erstickungsgefahr I
- Band 40: Erstickungsgefahr II
- Band 41: Blutungen
- Band 42: Verbrennungen und Erfrierungen
- Band 43: Vergiftungen
- Band 44: Katastrophen
- Band 45: Gesundheit  und Umwelt
- Band 46: Erwachen der Sexualität
- Band 47: Körperpflege I
- Band 48: Körperpflege II
- Band 49: Körperpflege III
- Band 50: Wenn man krank ist I
- Band 51: Wenn man krank ist II
- Band 52: Bewegung und Gesundheit
- Band 53: Ferien und Freizeit
- Band 54: Anderen helfen
- Band 55: Hilfe im Katastrophenfall
- Band 56: Körperlexicon I
- Band 57: Körperlexicon II
- Band 58: Index